# Isospin
In de theoretische natuurkunde, en meer specifiek in de deeltjesfysica, is (sterke) isospin of isobarische spin een kwantumgetal, dat met de sterke kernkracht is verbonden. Isospin is van isotopische spin afgeleid, maar dat is verwarrend, aangezien twee isotopen van een atoomkern een verschillende aantal nucleonen hebben. Rotaties van isospin houden in contrast daarmee hetzelfde aantal nucleonen. Kernfysici geven de voorkeur aan isobarische spin, een woord dat een duidelijkere betekenis heeft. Isospinsymmetrie is een deelverzameling van de smaaksymmetrie, die algemener wordt gezien in de interacties van baryonen en mesonen. Isospinsymmetrie blijft een belangrijk concept in de deeltjesfysica. Historisch gezien heeft een grondig onderzoek van deze symmetrie rechtstreeks geleid tot de ontdekking en het begrip van quarks en de ontwikkeling van de Yang-Mills-theorie.

## Geschiedenis
In 1932 introduceerde Werner Heisenberg een nieuw (onbenoemd) concept om verklaring te geven aan de interactie tussen een proton en het recent door James Chadwick ontdekte neutron in een atoomkern.  Zijn model had gelijkenis met bindingsmodel van het waterstofbom H2+, waarbij een enkele elektron wordt gedeeld door twee waterstof-protonen. Zijn theorie had enkele hiaten, de opmerkelijkste was de foutieve voorspelling van de exceptioneel sterke bindingsenergie van He+2, alfadeeltjes.
Echter, de gelijke behandeling van het proton en neutron zorgde ervoor dat via experimentele studies kon worden aangetoond dat deze deeltjes bijna gelijkwaardig binden. In respons gebruikte Eugene Wigner Heisenbergs concept in een artikel waarin hij voor het eerst de term "isotopische spin" introduceerde om aan te geven hoe het concept vergelijkbaar was met spin in gedrag.